# Norges
Pour les articles homonymes, voir Norge.
La Norges, est une rivière française du département de la Côte-d'Or, en région Bourgogne-Franche-Comté, et un affluent de la Tille en rive droite, donc un sous-affluent du Rhône par la Saône.

## Géographie
La Norges prend sa source à 265 m d'altitude environ, au centre du village de Norges-la-Ville. Elle se jette dans la Tille (rive droite) à 195 m d'altitude en aval de Genlis, sur le territoire de la commune de Pluvault, après un parcours de 33,6 km.
Elle a donné son nom à la communauté de communes Val de Norge dissoute en décembre 2016.

## Communes traversées
- (d'amont en aval) Norges-la-Ville, Bretigny, Clénay, Saint-Julien, Arceau, Orgeux, Varois-et-Chaignot, Couternon, Quetigny, Chevigny-Saint-Sauveur, Magny-sur-Tille, Izier (en limite de commune), Genlis, Pluvault.

## Affluents
- La Flacière, ruisseau de 7,1 km. Sa source, appelée Source de Gueux, est située entre Marsannay-le-Bois et Gemeaux. Il traverse ensuite Flacey (à l'origine de son nom) pour se jeter dans la Norges à Saint-Julien (rive gauche).
- Le Ruisseau du Bas-Mont, d'une longueur de 8 km, qui prend sa source à la Ferme du Bas Mont à Ruffey-lès-Echirey avant de traverser Varois-et-Chaignot puis de servir de limite de commune entre Couternon et Quetigny avant de se jeter dans la Norges (rive droite).
- La Rivière Neuve d'une longueur de 19,6 km (rive gauche) avec trois affluents :
  - le ruisseau de la Fontaine Saint-Martin
  - le ruisseau de la Carrière Caillet
  - le canal de la Femme sans Tête.
- Le Champaison, ruisseau de 6,9 km, dont la source se situe à Chevigny-Saint-Sauveur. Il traverse Crimolois, Fauverney et Magny-sur-Tille avant de rejoindre la Norges (rive droite).
- Le Gourmerault d'une longueur de 12,4 km (rive gauche) avec un affluent :
  - le Bassot
- Les Creux Jacques, ruisseau de 2,9 km, entièrement sur le territoire de la commune de Genlis (rive gauche).

Le rang de Strahler est donc de trois.

## Bassin versant
Selon le Sandre, La Norges traverse une seule zone hydrographique 'La Norges' (U123) de 228 km2 de superficie.

## Hydrologie
La Norges est une rivière assez abondante, comme la plupart des cours d'eau du bassin de la Saône. 

### La Norges à Genlis
Son débit a été observé durant une période de 46 ans (1963-2014), à Genlis, localité toute proche de son confluent avec la Tille. Le bassin versant de la rivière y est de 266 km2 soit la quasi-totalité de celui-ci, à 196 m d'altitude.
Le module de la rivière à Genlis est de 2,76 m3/s.
La Norges présente des fluctuations saisonnières de débit assez marquées, avec une période de hautes eaux hivernales caractérisée par des débits mensuels moyens allant de 4,13 à 5,48 m3/s, de décembre à mars inclus (avec un maximum en février). Dès fin mars le débit diminue lentement pour aboutir à la période des basses eaux qui se déroule de juillet à septembre inclus, amenant une baisse du débit moyen mensuel allant jusqu'à 0,543 m3 au mois d'août. Mais les fluctuations de débit peuvent être bien plus importantes selon les années et sur des périodes plus courtes.

### Étiage ou basses eaux
À l'étiage le VCN3 peut chuter jusque 0,110 m3, en cas de période quinquennale sèche, soit 110 litres par seconde, ce qui peut être qualifié de sévère. Mais ce cas est fréquent dans la région.

### Crues
Les crues peuvent être assez importantes. Les QIX 2 et QIX 5  valent respectivement 20 et 31 m3/s. Le QIX 10 est de 38 m3/s, le QIX 20 de 45 m3, tandis que le QIX 50 se monte à 54 m3/s.
Le débit instantané maximal enregistré à Genlis durant cette période, a été de 53 m3/s le 1er octobre 1965 et de 5555 m3/s le 8 mai 2013, tandis que le débit journalier maximal enregistré était de 45,6 m3/s le 27 février 1970, et de 54,1 m3/s le 8 mai 2013. Si l'on compare la première de ces valeurs à l'échelle des QIX de la rivière, l'on constate que cette crue était d'ordre cinquantennal et donc relativement exceptionnelle.

### Lame d'eau et débit spécifique
La lame d'eau écoulée dans le bassin versant de la Norges est de 328 millimètres annuellement, ce qui est équivalent à la moyenne d'ensemble de la France tous bassins confondus, mais nettement moins élevé que la moyenne du bassin de la Saône (501 millimètres à Lyon). Le débit spécifique de la rivière (ou Qsp) affiche dès lors le chiffre de 10,4 litres par seconde et par kilomètre carré de bassin.

## Organisme gestionnaire
L'organisme gestionnaire est le SITNA ou Syndicat intercommunal d'aménagement de la Tille aval, de la Norges et de l'Arnison ; il est basé à Izier.